# Azygopus
Azygopus is een monotypisch geslacht van straalvinnige vissen uit de familie van schollen (Pleuronectidae).

## Soort
- Azygopus pinnifasciatus Norman, 1926